# Мембранний живильник

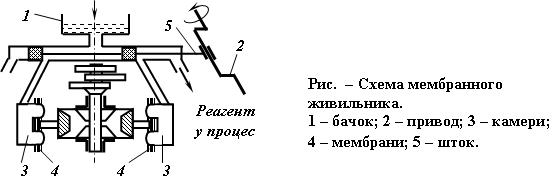

Мембра́нний живи́льник — живильник реагентний для дозування рідин.
Мембранний живильник МПР-642 (рис.) призначений для дозування розчинів реагентів, які окиснюються і легко кристалізуються. Мембранний живильник складається з двох камер 3 з мембранами 4, які розташовані одна проти одної. Камери поперемінно заповнюються і спорожнюються за допомогою розподільного пристрою. Жорсткі центри мембран з'єднані рухомим штоком 5 з приводом 2. Переміщення гнучких стінок камер визначають ступінь їх заповнення відповідно до потрібної порції реагенту.